# Księga dżungli (anime)
Księga dżungli (jap. ジャングルブック　少年モーグリ Janguru Bukku Shōnen Mōguri; fr. Le Livre de la jungle) – japoński serial animowany oparty na podstawie powieści Rudyarda Kiplinga o tej samej nazwie. Wyprodukowany przez Nippon Animation i Mondo TV (wersje filmowe) w reżyserii Fumio Kurokawy. W Japonii miał swoją premierę od 2 października 1989 do 29 października 1990 na kanale TV Tokyo.

## Fabuła
Serial anime opowiada o chłopcu imieniem Mowgli, który został wychowany przez wilki w wielkiej puszczy, gdzie staje się niekoronowanym królem indyjskiej dżungli. Ma także przyjaciół: niedźwiedzia Baloo i czarną panterę Bagheerę. Razem stawiają opór do walki z tygrysem Shere Kahnem.

## Postacie
- Mowgli (jap. モーグリ) – chłopiec wychowany przez wilki w wielkiej puszczy, gdzie stał się niekoronowanym królem indyjskiej dżungli. Ma około 10-11 lat i ciemną karnację. Jego rodzicami byli bogaci Hindusi, którzy zginęli spadając w przepaść podczas poszukiwań swego dziecka. Po ich śmierci zostaje przyjęty do wilczego plemienia. W pierwszych odcinkach jest arogancki, zarozumiały i nie chce się uczyć praw dżungli. Z czasem dojrzewa emocjonalnie i zdobywa szacunek innych. Posiada wiele pożytecznych umiejętności, która pomagają mu przetrwać w dżungli takie jak latanie na lianach. Jego bronią jest bumerang, a później także i nóż zdobyty w świecie ludzi. Lubi dobrą i pełną ryzyka zabawę oraz przygody. Bardzo ceni sobie honor i przyjaźń, które są dla niego największymi wartościami. Czasami neguje prawa dżungli uważając je za zbyt surowe i nie rozumie ich znaczenia. W późniejszych odcinkach zakochuje się w Meshui, dla której ostatecznie opuszcza świat zwierząt i zamieszkuje wśród ludzi.

Seiyū: Urara Takano 
- Luri (jap. ルーリ) – wilczyca, przybrana matka Mowgliego, żona Alexandra i biologiczna matka Akru i Sury. Ma beżowe futro. W późniejszych odcinkach anime, gdy Akela odchodzi na emeryturę, to właśnie ona zostaje liderką wilczego plemienia (stając się tym samym pierwszą w dziejach dżungli przywódcą samicą). Dzika i okrutna wobec wrogów, a jednocześnie dobra i wyrozumiała wobec przyjaciół. Nie rozpieszcza swoich dzieci, ale traktuje je sprawiedliwie, próbując uczyć samodzielności. Bardzo kocha Mowgliego i stara się przekazać mu wiele mądrych wartości.

Seiyū: Mari Yokō 
- Akru (jap. アクル) – wilk, dziecko Alexandra i Luri i przybrane rodzeństwo Mowgliego, którego kochają jak brata. Ma brązowo-beżowe futro i często bywa agresywny.

Seiyū: Yōko Matsuoka 
- Sura (jap. スーラ) – wilk, dziecko Alexandra i Luri i przybrane rodzeństwo Mowgliego, którego kochają jak brata. Ma niebiesko-czarne futro oraz spokojny charakter.

Seiyū: Shigeru Nakahara 
- Bagheera (jap. バギーラ) – czarna pantera, drugi z najlepszych przyjaciół Mowgliego. Od najmłodszych lat trzymany w klatce przez ludzi, jednak ostatecznie uciekł dzięki pomocy Lindy, córki swego właściciela. Niechcący przyczynił się do śmierci rodziców Mowgliego, którzy uciekając przed nim spadli w przepaść, dlatego potem Bagheera, chcąc naprawić swój błąd, ofiaruje za „ludzkie szczenię” upolowanego przez siebie byka, dzięki czemu główny bohater został przyjęty do wilczego plemienia. Samotnik i outsider, zwykle trzyma się z dala od innych. Pozuje chwilami na egoistę, który się niczym nie przejmuje, tak naprawdę jednak jest oddany bliskim, a ich sprawy bardzo go obchodzą. Traktuje Mowgliego jak brata i razem z Baloo uczy go praw dżungli. Jak nikt inny rozumie chłopca i podziela jego sympatię do Meshui, która bardzo przypomina mu Lindę.

Seiyū: Hiroya Ishimaru 
- Baloo (jap. バルゥ) – niedźwiedź wargacz o ciemnoniebieskim futrze, jeden z najlepszych przyjaciół Mowgliego i jego nauczyciel praw dżungli. Mądry i bardzo oddany bliskim, choć nie pozbawiony poczucia humoru. Żywi się jagodami, korzonkami i miodem. W dzieciństwie był nieposłusznym i zarozumiałym misiem, przez co stracił matkę i brata, gdy przez swą nieostrożność wciągnął ich w pułapkę myśliwych. Od tego czasu wydoroślał i stał się ostrożniejszy. Mimo swej nieufności do ludzi głosował za przyjęciem Mowgliego do wilczego plemienia. Chociaż przestrzega praw dżungli, to podziela zdanie Mowgliego i uważa, że niekiedy należy okazywać litość słabszym od siebie. Często kłóci się z Bagheerą i obaj nawzajem sobie dogadują.

Seiyū: Banjō Ginga 
- Kaa (jap. カー) – stary i mądry pyton, bliski przyjaciel Mowgliego, ma już ponoć dwieście lat. Jest najstarszym zwierzęciem w dżungli, często służy innym swoją radą. To on jako pierwszy znalazł „ludzie szczenię” w buszu i potem niejeden raz roztaczał nad nim opiekę. Wymyślił później strategię, jak pokonać sforę czerwonych psów, a także wpadł na pomysł, jak zabić Shere Khana.

Seiyū: Keaton Yamada 
- Kichi (jap. キチ) – panda ruda, przyjaciel Mowgliego. Jego rodzice zginęli zabici przez ludzi, dlatego początkowo nie ufa on „ludzkiemu szczenięciu” i traktuje go jak wroga, później jednak przekonuje się do niego i często towarzyszy mu w przygodach. Bywa lekkomyślny, ale jest oddanym druhem. Gdy Mowgli zostaje uznany przez wilki za dorosłego i buduje sobie szałas, Kichi zamieszkuje z nim. Cierpi, gdy chłopiec spędza coraz więcej czasu z ludźmi, ale ostatecznie udaje mu się to zaakceptować.

Seiyū: Miki Itō 
- Shere Khan (jap. シア・カーン) – tygrys bengalski, czarny charakter serialu i główny antagonista Mowgliego. Nienawidzi chłopca i prześladuje go, dążąc do jego śmierci. Zabił Alexandra, przybranego ojca „ludzkiego szczenięcia”. Jest okrutny, bezwzględny i pozbawiony wszelkich skrupułów. Nie przestrzega praw dżungli i łamie je na każdym kroku np. polując na ludzi oraz bawoły. Ma uwierającą go ranę na prawym udzie, którą otrzymał w walce z Alexandrem, a w późniejszych odcinkach traci lewe oko w starciu z Mowglim. Podporządkował sobie hieny oraz plemię małp, którymi się wysługuje. Nie boi się niczego poza ogniem oraz bronią ludzi.

Seiyū: Shigezō Sasaoka 
- Akela (jap. アケーラ) – wilk o ciemnym, niebiesko-szarym futrze, ojciec Vermilliona oraz dziadek Lali, przywódca wilczego plemienia. Jest już bardzo stary, ale też mądry i kompetentny. Ze względu na swój wiek oddał stanowisko lidera Alexandrowi, ale gdy ten zginął ponownie objął dowodzenie nad gromadą do czasu, aż ostatecznie zastąpiła go Luri. Wówczas to Akela usunął się w cień, pozostając doradcą nowej przywódczyni, która bardzo liczyła się z jego zdaniem. Jest spokojny i opanowany, stara się unikać walki tak długo, jak to tylko jest możliwe.

Seiyū: Yuzuru Fujimoto 
- Lala (jap. ララ) – wilczyca o jasno-brązowym futrze, córka Vermilliona i wnuczka Akeli. Odważna i pełna brawury, często lekkomyślna, choć bardzo zdolna. Początkowo nie lubi Mowgliego, gardzi nim i kpi sobie z niego, jak również uważa go za przyczynę, dla której jej ojciec nie należy obecnie do wilczego plemienia. Później zmienia nastawienie do chłopca, staje się jego przyjaciółką, a nawet zakochuje w nim.

Seiyū: Ai Orikasa 
- Bugi (jap. ボギー) – stary Hindus, ojciec Mari, dziadek Meshui, człowiek dobry oraz przyjaźnie nastawiony do innych. Jest dość zamożny, czego zazdroszczą mu inni mieszkańcy wsi. Często pracuje w lesie jako drwal. Pewnego dnia znalazł tam Mowgliego, który wpadł w pułapkę zastawioną na zwierzęta. Ocalił go wówczas, opatrzył jego rany oraz nakarmił. Jakiś czas później ponownie spotkał głównego bohatera, a ten ratuje jego i Meshuę przed Shere Khanem.

Seiyū: Eken Mine 
- Meshua (jap. メシュア) – córka Nila i Mari, przyjaciółka i sympatia Mowgliego. Mądra i odważna dziewczynka, nie waha się mówić, co myśli. Bardzo kocha swoich bliskich. Nosi stroje typowe dla mieszkanek Indii. Ma trzy czerwone plamki na czole oraz długie, czarne włosy spięte w dwie kitki. Mieszka w wiosce razem z rodzicami i dziadkiem. Jest opiekunką mangusty imieniem Rikki-Tikki-Tavi. Uczy Mowgliego mówić w hindi, jak również żyć między ludźmi. Od samego początku darzy chłopca sympatią, a później zakochuje się w nim, gdy ten ratuje ją i jej dziadka przed Shere Khanem.

Seiyū: Akiko Yajima 
- Buldeo (jap. ブルディオ) – stary Hindus, mieszkaniec wioski, w której zamieszkał Mowgli. Jest najlepszym myśliwym w całej osadzie (przynajmniej we własnym mniemaniu). Lubi opowiadać o sobie niestworzone historie wykorzystując fakt, że wszyscy w nie wierzą. Cieszy się wielkim mirem pośród mieszkańców wsi, z którego to faktu często korzysta, aby dostać to, czego chce. Posiada tresowaną kobrę. Okrutnik znęcający się nad słabszymi. Nienawidzi Mowgliego od chwili, gdy ten podważa publicznie jego fałszywe historie i proponuje chłopcu, aby zabił Shere Khana.

Seiyū: Ken’ichi Ogata 
- Alexander (jap. アレキサンダー) – wilk, przybrany ojciec Mowgliego i mąż Lurii, pojawia się w pierwszym odcinku, a potem w retrospekcjach. Niezwykle odważny i honorowy. Typowany na następcę Akeli (przywódcy wilczego plemienia). Zostaje zabity przez Shere Khana, gdy broni przed nim swego plemienia.

Seiyū: Masaru Ikeda 

## Wersja polska

### Polonia 1 / Super 1
W Polsce serial emitowany był po raz pierwszy na kanale Polonia 1 z francuskim dubbingiem i polską wersją lektorską (czytaną przez Jacka Brzostyńskiego) przygotowaną przez Studio Publishing. W późniejszym czasie wielokrotnie powtarzany, także na siostrzanym kanale Super 1.

### TV4 / TV6
Od 2013 roku serial był emitowany na kanałach TV4 i TV6 z angielskim dubbingiem i polskim lektorem. TV6 nadaje serial w wersji z udogodnieniem dla dzieci niesłyszących i słabosłyszących.

### Wersja filmowa
Księga dżungli (ang. The Jungle Book) – wersja pełnometrażowa z 1990 roku, okrojona, zmontowana z odcinków serialu. Czas trwania projekcji 95 minut. Wersja z angielskim dubbingiem i polskim lektorem.
- Tekst: Magda Szumera
- Czytał: Ireneusz Machnicki

### Wersja DVD
W Polsce serial został także był dystrybuowany przez RosMedia i wydany na DVD oraz w pakiecie 3 płyt DVD (razem 277 min). Wersja z angielskim dubbingiem i polskim lektorem Ireneuszem Machnickim.

## Wersja francuska
- Carol Styczen: Mowgli
- Philippe Ogouz: Akela, Shere Khan
- Marion Game: Luri (1 głos), Akru (1 głos)
- Manoëlle Gaillard: Luri (2 głos), Akru (2 głos)
- Serge Lhorca: Bagheera
- Nathaniele Esther: Lala (1 głos)
- Sophie Gormezzano: Lala (2 głos), Messua
- Pierre Tornade: Baloo
- Philippe Ariotti: Kaa, Tabaqui, Sura
- Henri Poirier: Baloo (zastąpienie głosu)
- Virginie Ogouz: Messua (zastąpienie głosu)
- Daniel Beretta: Shere Khan (w pierwszych odcinkach)[12]

Piosenkę C'est moi Mowgli śpiewał Alexandre.

## Spis odcinków
| Nr | Polski tytuł (Polonia 1)                                        | Francuski tytuł                      | Angielski tytuł                                                    |
| -- | --------------------------------------------------------------- | ------------------------------------ | ------------------------------------------------------------------ |
|    |                                                                 |                                      |                                                                    |
| 01 | Księga dżungli Prawo dżungli                                    | Le livre de la jungle                | The Jungle Book                                                    |
|    |                                                                 |                                      |                                                                    |
| 02 | Narodziny chłopca-wilka Mowgli Mowgli - narodziny chłopca-wilka | La naissance de Mowgli l'enfant loup | The Birth of Wolf-Boy Mowgli                                       |
|    |                                                                 |                                      |                                                                    |
| 03 | Syn Alexandra                                                   | Le fils d'Alexandre                  | Alexander’s Son                                                    |
|    |                                                                 |                                      |                                                                    |
| 04 | Prawo dżungli                                                   | La loi de la jungle                  | The Jungle Law                                                     |
|    |                                                                 |                                      |                                                                    |
| 05 | Nowi przyjaciele                                                | Un nouvel ami                        | The New Friends                                                    |
|    |                                                                 |                                      |                                                                    |
| 06 | Samotnik Kichy Samotny Kichy                                    | Le piège                             | Solitary Kichy                                                     |
|    |                                                                 |                                      |                                                                    |
| 07 | Zimny kieł                                                      | Les terres du nord                   | The Cold Fang                                                      |
|    |                                                                 |                                      |                                                                    |
| 08 | Wybacz Baloo Przepraszam Baloo                                  | Le retour de Baloo                   | Sorry Baloo                                                        |
|    |                                                                 |                                      |                                                                    |
| 09 | Ważniejsze niż prawo Cenniejsze niż prawo                       | Plus précieux que la loi             | More Precious then Law                                             |
|    |                                                                 |                                      |                                                                    |
| 10 | Wizyta samotnego wilka                                          | Le loup solitaire                    | The Lone Wolf Visitor                                              |
|    |                                                                 |                                      |                                                                    |
| 11 | Głód Demon głodu                                                | La famine                            | The Devil in the Mind                                              |
|    |                                                                 |                                      |                                                                    |
| 12 | Podróż z przygodami                                             | Une mission périlleuse               | Adventurous Journey                                                |
|    |                                                                 |                                      |                                                                    |
| 13 | Powrót bohatera                                                 | Le retour du héros                   | The Hero’s Return                                                  |
|    |                                                                 |                                      |                                                                    |
| 14 | Przeklęte miasto                                                | La ville maudite                     | The Cold Bed                                                       |
|    |                                                                 |                                      |                                                                    |
| 15 | Ludzie                                                          | Les humains                          | Human Being                                                        |
|    |                                                                 |                                      |                                                                    |
| 16 | Złamane serce                                                   | Le cœur brisé                        | The Damaged Heart                                                  |
|    |                                                                 |                                      |                                                                    |
| 17 | Mowgli odchodzi                                                 | Mowgli s'en va                       | Goodbye Mother                                                     |
|    |                                                                 |                                      |                                                                    |
| 18 | Sam w dżungli                                                   | Seul dans la jungle                  | The Other Jungle                                                   |
|    |                                                                 |                                      |                                                                    |
| 19 | Powrót                                                          | Le retour                            | Going Back to My Own Jungle                                        |
|    |                                                                 |                                      |                                                                    |
| 20 | Rozstanie                                                       | Déchirements                         | Mowgli’s Lair                                                      |
|    |                                                                 |                                      |                                                                    |
| 21 | Wodny rozejm                                                    | La trêve                             | The Waterfront Truce                                               |
|    |                                                                 |                                      |                                                                    |
| 22 | Pierwszy tygrys                                                 | Le premier tigre                     | The „Dreaded” Came                                                 |
|    |                                                                 |                                      |                                                                    |
| 23 | Prawo silniejszego                                              | La loi du plus fort                  | The Pride of a Hero                                                |
|    |                                                                 |                                      |                                                                    |
| 24 | Samotni łowcy                                                   | Des chasseurs solitaires             | Mowgli Has a Sweetheart                                            |
|    |                                                                 |                                      |                                                                    |
| 25 | Poza prawem                                                     | Hors la loi                          | Bunto the Stray Wolf                                               |
|    |                                                                 |                                      |                                                                    |
| 26 | Niebezpieczeństwo                                               | Menace sur la forêt                  | Peace in Seeonee Forest                                            |
|    |                                                                 |                                      |                                                                    |
| 27 | Bez wodza                                                       | Un chef pour le clan                 | No Leader                                                          |
|    |                                                                 |                                      |                                                                    |
| 28 | Odwaga matki                                                    | Le courage d'une mère                | Mother’s Determination                                             |
|    |                                                                 |                                      |                                                                    |
| 29 | Niewidzialni wrogowie                                           | Des ennemis invisibles               | Look for the Bad Guys                                              |
|    |                                                                 |                                      |                                                                    |
| 30 | Walka                                                           | Le grand combat                      | The Victory Song by All                                            |
|    |                                                                 |                                      |                                                                    |
| 31 | Nowy wódz                                                       | Le nouveau chef                      | Birth of a New Boss                                                |
|    |                                                                 |                                      |                                                                    |
| 32 | Spotkanie                                                       | La rencontre                         | Mowgli’s Red Flower                                                |
|    |                                                                 |                                      |                                                                    |
| 33 | Nowi przyjaciele                                                | L'amie de Mowgli                     | Human Speech is Beautiful                                          |
|    |                                                                 |                                      |                                                                    |
| 34 | Wioska ludzkiego plemienia                                      | Le village du clan des hommes        | Mowgli Goes to the Village                                         |
|    |                                                                 |                                      |                                                                    |
| 35 | Adopcja                                                         | L'adoption                           | Want to Know Human Being                                           |
|    |                                                                 |                                      |                                                                    |
| 36 | Opowieści przy księżycu                                         | Contes de la lune                    | The Lying Human Being                                              |
|    |                                                                 |                                      |                                                                    |
| 37 | Łzy przed bitwą                                                 | Quelques larmes avant la bataille    | Tears Before the Battle                                            |
|    |                                                                 |                                      |                                                                    |
| 38 | Decydująca bitwa                                                | La bataille décisive                 | The Decisive Battle                                                |
|    |                                                                 |                                      |                                                                    |
| 39 | Żegnaj Meshua                                                   | Les adieux à Messua                  | Goodbye Meshua                                                     |
|    |                                                                 |                                      |                                                                    |
| 40 | Inwazja czerwonych psów                                         | L'invasion des chiens rouges         | The Dhole Invasion                                                 |
|    |                                                                 |                                      |                                                                    |
| 41 | Bieg doliną śmierci                                             | Embuscade dans la vallée de la mort  | Run Through the Valley of Death                                    |
|    |                                                                 |                                      |                                                                    |
| 42 | Tęsknota za Meshuą                                              | Revoir Messua                        | Longing to Meet Meshua                                             |
|    |                                                                 |                                      |                                                                    |
| 43 | Meshua w niebezpieczeństwie                                     | Messua est en danger                 | Help Mowgli                                                        |
|    |                                                                 |                                      |                                                                    |
| 44 | Wspaniały koncert Baghery                                       | Bagherra donne un concert            | The Sound of the Trumpet-Shell and the Bells in the Moonless Night |
|    |                                                                 |                                      |                                                                    |
| 45 | Wioska diabłów                                                  | Le village des démons                | The Great Counterattack from the Forest! The Final Winner?         |
|    |                                                                 |                                      |                                                                    |
| 46 | W mieście                                                       | La ville                             | The Town of Khanhiwara                                             |
|    |                                                                 |                                      |                                                                    |
| 47 | Ucieczka                                                        | L'évasion                            | The Great Escape Operation                                         |
|    |                                                                 |                                      |                                                                    |
| 48 | Zew krwi                                                        | Tristesse                            | Voice Calling Mowgli                                               |
|    |                                                                 |                                      |                                                                    |
| 49 | Odejść w chwale                                                 | Le dernier combat                    | Courageous One, May You Rest in Peace                              |
|    |                                                                 |                                      |                                                                    |
| 50 | Taniec słoni                                                    | La danse des éléphants               | Kaa’s Sloughing and the Elephant Dance                             |
|    |                                                                 |                                      |                                                                    |
| 51 | Spotkanie z Meshuą                                              | Les retrouvailles                    | Meets Meshua                                                       |
|    |                                                                 |                                      |                                                                    |
| 52 | Mowgli odchodzi                                                 | Au revoir, Mowgli                    | A Word to Mowgli                                                   |
|    |                                                                 |                                      |                                                                    |